# Yasuda (Kōchi)
Yasuda (jap. 安田町 Yasuda-chō) – miasto w Japonii, na wyspie Sikoku, w prefekturze Kōchi. Według danych na rok 2020 miejscowość zamieszkiwało 2 370 mieszkańców , a gęstość zaludnienia wyniosła 45,3 os./km².